# Grundyta
Ett enskilt träds grundyta är arean av ett tvärsnitt genom stammen, vanligtvis i brösthöjd (1.3 m över marken). 
För att beräkna grundytan för ett träd {\displaystyle GU}, använd trädets diameter i brösthöjd {\displaystyle DBH} i cm med följande ekvation:
{\displaystyle GU=0.0001\times \pi \times (DBH/2)^{2}}
Resultatet har enheten m2. (Observera: Faktorn 0.0001 är för att konvertera från cm2 till m2)
Med begreppet grundyta menas dock i gängse bruk egentligen beståndsgrundyta, vilket är samtliga stammars brösthöjdsgrundyta på en viss areal, vanligen uttryckt i kvadratmeter per hektar (m²/ha).
Grundytan är ett centralt begrepp inom skogsuppskattning, eftersom man med kännedom om grundytan och exempelvis en medelhöjd för ett bestånd kan kubera och med vissa omräkningar få fram virkesvolymen i beståndet. Grundytan kan bestämmas genom att med klave mäta stammens diameter och sedan göra en geometrisk beräkning. I praktiken används dock ett särskilt instrument, ett relaskop.